# Dyckia bracteata
Dyckia bracteata är en gräsväxtart som först beskrevs av Marx Carl Ludwig Ludewig Wittmack, och fick sitt nu gällande namn av Carl Christian Mez. Dyckia bracteata ingår i släktet Dyckia och familjen Bromeliaceae. Inga underarter finns listade i Catalogue of Life.